# Derrick Atkins
Derrick Atkins (Giamaica, 5 gennaio 1984) è un ex velocista bahamense, detentore del record nazionale dei 100 metri piani con il tempo di 9"91.

## Biografia
Derrick Atkins fu per tre volte campione nazionale nei 100 metri piani per la National Association of Intercollegiate Athletics (NAIA) mentre frequentava l'università di stato di Dickinson, in Nord Dakota. Aiutò il suo team universitario a conquistare alcuni titoli nazionali di squadra.
Il suo primo risultato internazionale fu il quarto posto ai Campionati di atletica leggera dell'America centrale e dei Caraibi (CAC)  del 2003, nella staffetta 4×100 metri, che si trasformò in una medaglia di bronzo nel 2005. Sempre nel 2005 partecipò ai Campionati del mondo, nei 100 metri ma non riuscì a passare le qualifiche. L'anno successivo arrivò secondo ai CAC sempre nei 100 metri col primato personale e record nazionale di 10,08 s durante le qualifiche. Il 28 aprile 2007, a Berkeley, in California, Derrick Atkins abbassò di nuovo il record nazionale a 9,98 s. Corse anche in 9,86 e in 9,83, ma con vento favorevole superiore al limite massimo di 2 m/s. Il 26 agosto 2007, ai Campionati del mondo di Osaka, giunse secondo nella finale dei 100 metri col il record nazionale di 9,91 s (con un vento contrario di 0,5 m/s) dietro a Tyson Gay che corse in 9,85 s. Batté il detentore del record del mondo e favorito della gara, Asafa Powell, che ha completato la distanza in 9,96 s.
Derrick Atkins rappresentò le Bahamas ai Giochi Olimpici di Pechino del 2008 per i 100 metri, dove nel primo turno di qualifica vinse la batteria con 10,28 s davanti a Andrey Yepishin e Jaysuma Saidy Ndure. Nel secondo turno abbassò il tempo a 10,14 s, giungendo terzo nella sua batteria dietro Asafa Powell e Walter Dix, qualificandosi per le semifinali. Qui con il tempo di 10,13 s, arrivando sesto, non riuscì a guadagnarsi un posto in finale.

## Progressione

### 100 metri
| Stagione | Risultato | Luogo               | Data       |
| -------- | --------- | ------------------- | ---------- |
| 2010     | 10,21 s   | Rio de Janeiro      | 23/05/2010 |
| 2009     | 10,17 s   | Berkeley            | 25/04/2009 |
| 2008     | 10,02 s   | Monaco              | 29/07/2008 |
| 2007     | 9,91 s    | Osaka               | 26/08/2007 |
| 2006     | 10,08 s   | Cartagena de Indias | 25/07/2006 |
| 2005     | 10,21 s   | Nassau              | 09/07/2005 |
| 2004     | 10,49 s   | Des Moines          | 24/04/2004 |
| 2003     | 10,34 s   | Olathe (Kansas)     | 23/05/2003 |

### 200 metri
| Stagione | Risultato | Luogo               | Data       |
| -------- | --------- | ------------------- | ---------- |
| 2009     | 20,35 s   | Athens (Georgia)    | 09/05/2009 |
| 2008     | 20,44 s   | Berkeley            | 26/04/2008 |
| 2007     | 20,50 s   | Osaka               | 10/08/2007 |
| 2006     | 20,69 s   | Santo Domingo       | 08/07/2006 |
| 2005     | 20,86 s   | Freeport (Illinois) | 25/06/2005 |
| 2004     | 20,94 s   | Nassau              | 19/06/2004 |
| 2003     | 20,87 s   | Olathe (Kansas)     | 24/05/2003 |

### 400 metri ostacoli
| Stagione | Risultato | Luogo     | Data       |
| -------- | --------- | --------- | ---------- |
| 2003     | 51,68 s   | Princeton | 09/05/2009 |

## Palmarès
| Anno | Manifestazione  | Sede      | Evento      | Risultato  | Prestazione | Note                                     |
| ---- | --------------- | --------- | ----------- | ---------- | ----------- | ---------------------------------------- |
| 2005 | Campionati CAC  | Nassau    | 4×100 m     | Bronzo     | 39"08       |                                          |
| 2006 | Giochi CAC      | Cartagena | 100 m piani | Argento    | 10"13       |                                          |
| 2006 | Giochi CAC      | Cartagena | 4×100 m     | Argento    | 39"44       |                                          |
| 2007 | Mondiali        | Osaka     | 100 m piani | Argento    | 9"91        | Record nazionale                         |
| 2008 | Campionati CAC  | Cali      | 4×100 m     | Argento    | 39"22       |                                          |
| 2008 | Giochi olimpici | Pechino   | 100 m piani | Semifinale | 10"13       |                                          |
| 2009 | Campionati CAC  | L'Avana   | 4×100 m     | Bronzo     | 39"45       |                                          |
| 2009 | Mondiali        | Berlino   | 100 m piani | Batteria   | 10"44       |                                          |
| 2012 | Giochi olimpici | Londra    | 100 m piani | Semifinale | 10"08       | Miglior prestazione personale stagionale |